# مارک هیلتون (ورزشکار)
مارک هیلتون (انگلیسی: Mark Hylton؛ زادهٔ ۲۴ سپتامبر ۱۹۷۶) ورزشکار دو و میدانی اهل بریتانیا است.
وی در مسابقات کشوری و بین‌المللی در مجموع برندهٔ ۲ مدال طلا، ۳ مدال نقره شده‌است.